# Pedernales (Wenezuela)
Pedernales – miasto w Wenezueli, w stanie Delta Amacuro, siedziba gminy Pedernales. Zostało założone w 1850. Burmistrzem miasta jest Selgio Buanerges Ramírez.